# Ivan II., moskovski veliki knez
Ivan II. Lijepi (30. ožujka 1326. – 13. studenog 1359.) je bio veliki knez Moskve i Vladimira od 1353. godine.
Ivan II. bio je drugorođeni sin Ivana I. što mu je s izuzetkom nekakvih katastrofalnih događaja oduzimalo mogućnost da ikada postane veliki knez. Sudbina mu se je ipak nasmiješila 1353. godine kada njegov brat Simeon Ponosni zajedno sa svojom djecom umire od kuge.
Zbog ograničenog odgoja dobivenog radi bratova prvenstva Ivan II., se naučio biti ponizan, tako da nikada ništa nije poduzimao brzopleto ili agresivno. Njegova kratka vladavina prolazi u Novgorodskim zavjerama i ratovima kako bi se suzbila moć Moskve. Sve to ovaj veliki knez mirno, neaktivno promatra zbog čega u ruskoj povijesti dobiva potpuno negativne ocjene. Općenito ta neaktivnost će imati negativne posljedice nakon njegove smrti kada će mu nakratko država biti podijeljena.
Ovaj mirni, krotki vjerski educiran veliki knez umire već u svojoj 33. godini ostavljajući državu i ubrzo osporeno nasljedstvo svom niti desetogodišnjem sinu Dimitriju Donskom.
| Prethodnik: | knez Moskve | Nasljednik:      |
| Simeon      | knez Moskve | Dimitrije Donski |